# Thierry Michalon
 (janvier 2025).
Thierry Michalon, né le 5 septembre 1945 à Sainte-Colombe, est un universitaire français, enseignant de droit public et de science politique, spécialiste des sociétés issues de la décolonisation et des territoires ultra-marins.

## Biographie
Diplômé de l’Institut d’études politiques de Grenoble et docteur en droit public de l'université d'Aix-Marseille, Thierry Michalon est d'abord enseignant-chercheur au titre de la coopération, successivement auprès des universités d’Oran, de Yaoundé , N’Djaména  et Brazzaville. Il est ensuite maître de conférences auprès des  universités de Corse (1981-1987), Pau (1987-1997) et Antilles-Guyane (1997-2008).
Maître de conférences honoraire depuis 2009, il est président de l'association des amis de la Maison d'Histoire et de Mémoire d'Ongles  qui retrace l'arrivée et l'intégration d'une vingtaine de familles de supplétifs en septembre 1962, à la fin de la guerre d'Algérie dans le village d'Ongles.

## Travaux
Ses recherches portent principalement sur la question de la légitimité des institutions publiques en Afrique lorsqu'elles sont copiées sur le modèle du colonisateur  et sur l'évolution statutaire de la Corse et de l'outre-mer .
C'est ainsi qu'il distingue la « République intranationale », formée du bloc des départements, de la « République  extranationale », composée des territoires d'outre-mer, « traités, en quelque sorte, en nations périphériques fédérées à la Nation française ».
Il préconise un modèle « consociatif », organisé au sein d'un État unitaire  où sont représentés les citoyens selon leurs appartenances communautaires, culturelles et identitaires, à la représentation proportionnelle .
Sur ces sujets, outre ses ouvrages et articles scientifiques, il publie régulièrement dans Le Monde diplomatique.

## Œuvres

### Ouvrages
- La décentralisation. Les régimes d'administration locale, Syros-Alternatives, 1988, 206 p. (ISBN 2 867 38 257 -2) (en collaboration avec Raphaêl Romi)
- Dix Leçons sur la Vie politique en France, Hachette, coll. « Les Fondamentaux », 1997, 158 p. (ISBN 978-2011452320)
- Quel État pour l'Afrique ?, L'Harmattan, 2000, 190 p. (ISBN 9782858022977)
- Entre assimilation et émancipation ; l'Outre-Mer français dans l'impasse ?, Perséides, Le Monde Atlantique, 2006, 528 p. (ISBN 9782915596212)[12]
- L’outre-mer français. Évolution institutionnelle et affirmations identitaires, L’Harmattan, 2009, 162 p. (ISBN 9782296074095)
- (avec Ebénézer Njoh-Mouellé), L'État et les clivages ethniques en Afrique, Ifrikiya, 2011, 135 p.

### Articles
- « Quel État pour l'Afrique ? », Présence Africaine, vol. 3, no 107,‎ 1978, p. 272
- « La République française, une fédération qui s’ignore ? », Revue du Droit public et de la science politique, no 3,‎ 1982, p. 625
- « Sur la question corse. Dualisme et utopie », Revue française de science politique, vol. 35, no 5,‎ 1985, p. 892–908 (DOI 10.3406/rfsp.1985.396193, lire en ligne)
- « Autoritarisme et hypercentralisation : l'État africain contre les libertés ? », La Revue Africaine de Droit International et Comparé,‎ 1991, p. 76
- « La Corse entre décentralisation et autonomie. Vers la fin des catégories ? », Revue française de Droit administratif, no 5,‎ septembre-octobre 1991, p. 720
- « L’échec de l’État post-colonial en Algérie, ou le triomphe des cousins », Le Monde diplomatique,‎ novembre 1994 (lire en ligne )
- « Le suffrage universel détourné par les clans et les intérêts privés. Pour la suppression de l’élection présidentielle en Afrique », Le Monde diplomatique,‎ janvier 1998, p. 24-25 (lire en ligne )
- « Réflexions sur un nouveau statut de la Guyane », Pouvoirs dans la Caraïbe. Revue du CRPLC, no 11,‎ 1er janvier 1999, p. 253–279 (ISSN 1279-8657, DOI 10.4000/plc.528, lire en ligne)
- « Des sociétés entre attachement et émancipation », Le Monde,‎ 13 mars 2009 (lire en ligne )
- « Les fondements socioculturels de l’État moderne », Pouvoirs dans la Caraïbe. Revue du CRPLC, no 12,‎ 1er janvier 2000, p. 59–77 (ISSN 1279-8657, DOI 10.4000/plc.327, lire en ligne)
- « Sur les « spécificités » de l'Outre-mer : enquête et propositions », Hermès, La Revue, vol. 3233, no 1,‎ 2002, p. 423–434 (ISSN 0767-9513, DOI 10.4267/2042/14401, lire en ligne)
- « L’Afrique au défi de l’État pluricommunautaire », Le Monde diplomatique,‎ décembre 2003, p. 16-17 (lire en ligne )
- « L'archipel des sultans batailleurs », Le Monde diplomatique,‎ 1er juin 2009, p. 16-17 (lire en ligne )
- « L’outre-mer français : diversité ou homogénéité ? », Différences (revue trimestrielle du MRAP), no 271,‎ juillet-septembre 2009, p. 15
- Une société peut-elle vivre sans l’idée de Dieu ?, in Florence Faberon (dir.) Liberté religieuse et cohésion sociale : la diversité française, Presses universitaires d’Aix-Marseille, coll. « Droit et religion », 2015, p. 53